# エマヌエリス・ジンゲリス
エマヌエリス・ジンゲリス（Emanuelis Zingeris、1957年7月16日 - ）は、リトアニアの政治家。

## 経歴
1981年、ヴィリニュス大学文献学部卒業。1982年から1986年までヴィリニュス大学リトアニア語学科大学院。自身がユダヤ人であることから、リトアニアにおけるユダヤ文化遺産についての論文を書いたが、リトアニアがソ連領であった当時は、このテーマを取り扱うことは難しい状況にあった。1989年、サーユーディスに参加。1989年から1991年までリトアニア社会民主党党員。
1990年から1992年まで、リトアニア共和国最高会議議員（サーユーディス所属）。議員としてリトアニアの独立回復宣言に署名。また、外務委員会および人権委員会で議長を務めた。1992年から1996年まで、国会（セイマス）議員。1996年の国会議員選挙で再選（祖国同盟所属）。
彼はリトアニア・ユダヤ人共同体の名誉会長であったが、1997年にリトアニア国会内の「人権、市民権、民族問題担当委員会」の議長になると、すべての民族の問題を考慮すべき立場から、共同体の名誉会長の職を辞した。1998年にヴァルダス・アダムクス大統領によって設置されたリトアニアにおけるナチおよびソヴィエト占領体制の犯罪を評価する国際委員会では委員長を務めた。
2000年の国会議員選挙で落選。2000年から2004年まで、国立ヴィリニュス・ガオン・ユダヤ博物館館長。リトアニア・ユダヤ人文化協会会長。
2004年の国会議員選挙で再選。以後2008年の国会議員選挙、2012年の国会議員選挙でも当選している。
2009年、欧州評議会議員会議（PACE）リトアニア代表団。
現在はヴィリニュスに在住している。既婚で、妻はヴィルギニヤ。2児（息子ドヴィーダスと娘エステラ）の父。
また、兄のマルカス・ジンゲリスは作家。

## 所属する議員連盟
- リトアニア・イスラエル議員連盟（会長）
- リトアニア米国議員連盟（会長）
- リトアニア・クロアチア議員連盟（会長）
- リトアニア・アゼルバイジャン議員連盟
- リトアニア・イギリス議員連盟
- リトアニア・ウクライナ議員連盟
- リトアニア・グルジア議員連盟
- リトアニア・スロヴェニア議員連盟
- リトアニア台湾議員連盟
- リトアニア中国議員連盟
- リトアニア・ドイツ議員連盟
- リトアニア日本議員連盟
- リトアニア・ポーランド議員連盟
- リトアニア・ラテンアメリカ議員連盟
- リトアニア・ラトヴィア議員連盟
- リトアニア・ルーマニア議員連盟